# توماس نيلسون بيكر سينيور
توماس نيلسون بيكر سينيور (بالإنجليزية: Thomas Nelson Baker Sr.)‏ هو فيلسوف أمريكي، ولد في 11 أغسطس 1860، وتوفي في 22 فبراير 1941.